# Saxan Ceadîr-Lunga
Saxan Ceadîr-Lunga (rum. FC Saxan Gagauz Yeri) – mołdawski klub piłkarski, mający siedzibę w mieście Ceadîr-Lunga w Terytorium Autonomicznym Gagauzji na południu kraju. Obecnie występuje w Divizia B.

## Historia
Chronologia nazw:
- 2010—...: FC Saxan

Klub został założony latem w 2010 roku w mieście Ceadîr-Lunga jako FC Saxan.
W sezonie 2010/11 startował w Divizii B w grupie południowej, w której zajął pierwsze miejsce i zdobył awans do Divizii A. W debiutowym sezonie 2011/12 w Divizii A zajął 5 miejsce, w następnym sezonie czwarte.

## Sukcesy

### Trofea krajowe
| \| \| Zdobyte trofea w rozgrywkach Mołdawii (stan na: 31-05-2013) \| |                                                             |      |          |
| Rozgrywki                                                            | Osiągnięcie                                                 | Razy | Sezon(y) |
| Mistrzostwo                                                          | I miejsce                                                   | 0    |          |
| Mistrzostwo                                                          | II miejsce                                                  | 0    |          |
| Mistrzostwo                                                          | III miejsce                                                 | 0    |          |
| Puchar                                                               | zdobywca                                                    | 0    |          |
| Puchar                                                               | finalista                                                   | 0    |          |
| Puchar                                                               | 1/8 finału                                                  | 1    | 2012     |
| II liga                                                              | I miejsce                                                   | 0    |          |
| II liga                                                              | II miejsce                                                  | 0    |          |
| II liga                                                              | III miejsce                                                 | 0    |          |
| II liga                                                              | 4 miejsce                                                   | 1    | 2013     |
| Mołdawia                                                             | Zdobyte trofea w rozgrywkach Mołdawii (stan na: 31-05-2013) |      |          |

- mistrz Mołdawskiej Divizii "B", gr. południowa: 2011

## Stadion
Klub rozgrywa swoje mecze domowe na stadionie centralnym w mieście Ceadîr-Lunga, który może pomieścić 2000 widzów.

## Europejskie puchary
Legenda do wszystkich tabel:
- Q – runda eliminacyjna, 1/16, 1/8, 1/4, 1/2 – odpowiednia faza rozgrywek, Grupa – runda grupowa, 1r gr – pierwsza runda grupowa, 2r gr – druga runda grupowa, F – finał, R – runda, PO – play-off
- k. – rzuty karne, los. – losowanie, Dogr. – dogrywka, w. – zasada bramek strzelonych na wyjeździe

| Sezon   | Rozgrywki   | Runda | Klub    | Dom | Wyjazd | Ogólnie |
| ------- | ----------- | ----- | ------- | --- | ------ | ------- |
| 2015/16 | Liga Europy | 1Q    | Apollon | 0–2 | 0–2    | 0–4     |